# Зозулинці (Самгородоцька сільська громада)
Зозу́линці — село в Україні, у Самгородоцькій сільській громаді Хмільницького району Вінницької області. Населення становить 572 осіб.
У селі проживав та похований Камзінов Шайдулла Хайруллович — молодший сержант Збройних сил України, учасник російсько-української війни 2014—2017.

## Географія
Селом протікає річка Десенка, ліва притока Десни.

## Історія
Станом на 1885 рік у колишньому власницькому селі Дубово-Махаринецької волості Бердичівського повіту Київської губернії мешкало 565 осіб, налічувалось 48 дворових господарств, існували православна церква, школа та постоялий будинок.
За переписом 1897 року кількість мешканців зросла до 1012 осіб (473 чоловічої статі та 539 — жіночої), з яких 919 — православної віри.

## Пам'ятки
- Сосна веймутова — ботанічна пам'ятка природи місцевого значення.